# Чемпіонат Миколаївської області з футболу

Чемпіонат Миколаївської області з футболу — обласні футбольні змагання серед аматорських команд. Проводяться під егідою Асоціації футболу Миколаївської області.

## Усі переможці
| Сезон        | Чемпіон                                            | 2 місце                                               | 3 місце                                                      |
| 1938         | «Суднобудівник» (Завод ім. Марті) (Миколаїв)       | «Спартак» (Миколаїв)                                  |                                                              |
| 1945         | «Суднобудівник» (Завод ім. Марті) (Миколаїв)       |                                                       |                                                              |
| 1946         | «Суднобудівник» (Завод ім. 61 комунара) (Миколаїв) | «Будівельник Півдня» (Миколаїв)                       |                                                              |
| 1947         | «Динамо» (Вознесенськ)                             | «Суднобудівник» (Завод ім. 61 комунара) (Миколаїв)    |                                                              |
| 1948         | «Машинобудівник» (Миколаїв)                        | «Суднобудівник-2» (Миколаїв)                          | «Динамо» (Вознесенськ)                                       |
| 1950         | «Авангард» (Миколаїв)                              | «Динамо» (Вознесенськ)                                | «Врожай» (Вознесенськ)                                       |
| 1951         | «Харчовик» (Миколаїв)                              | «Іскра» (Варварівка)                                  | «Динамо» (Вознесенськ)                                       |
| 1952         | «Варварівка»                                       | «Харчовик» (Миколаїв)                                 | «Октябрське»                                                 |
| 1952         | «Харчовик» (Миколаїв)                              | «Іскра» (Очаків)                                      | «Динамо» (Вознесенськ)                                       |
| 1953         | «Водник» (Суднобудівний завод) (Миколаїв)          | «Авангард» (Миколаїв)                                 | «Колгоспник» (Снігурівка)                                    |
| 1954         | «Авангард» (Миколаїв)                              | «Будівельник» (Миколаїв)                              | «Спартак» (Вознесенськ)                                      |
| 1955         | «Будівельник» (Новий Водопій) (Миколаїв)           | «Спартак» (Вознесенськ)                               | «Авангард» (Сталінський район, ПТЗ) Миколаїв                 |
| 1956         | «Авангард» (Завод ім. Носенко) (Миколаїв)          | «Будівельник» Миколаїв                                | «Авангард-3» (Сталінський район, ПТЗ) Миколаїв               |
| 1957         | «Будівельник» (Миколаїв)                           |                                                       |                                                              |
| 1958         | «Торпедо» (Миколаїв)                               |                                                       |                                                              |
| 1959         | «Торпедо» (Миколаїв)                               | «Вимпел» (Миколаїв)                                   | «Октябрське»                                                 |
| 1960         | «Торпедо» (Миколаїв)                               | «Авангард» (Миколаїв)                                 | «Вимпел» (Миколаїв)                                          |
| 1961         | «Торпедо» (Миколаїв)                               | «Авангард» (Миколаїв)                                 | «Трактор» (Снігурівка)                                       |
| 1962         | «Вимпел» (Миколаїв)                                | «Первомайськ»                                         |                                                              |
| 1963         | «Торпедо» (Миколаїв)                               | ГДО (Первомайськ)                                     | «Вимпел» (Миколаїв)                                          |
| 1964         | «Вимпел» (Миколаїв)                                | «Торпедо» (Миколаїв)                                  | «Первомайськ»                                                |
| 1965         | «Торпедо» (Миколаїв)                               | Команда заводу ім. Носенко (Миколаїв)                 | «Авангард» (Первомайськ)                                     |
| 1966         | «Авангард» (Ленінський район, Миколаїв)            |                                                       |                                                              |
| 1967         | «Авангард» (Ленінський район, Миколаїв)            | «Спартак» (Ремонтно-будівельне управління) (Миколаїв) | «Торпедо» (м. Миколаїв)                                      |
| 1968         | «Будівельник» (Первомайськ)                        | «Спартак» (Миколаїв)                                  | «Чайка-авангард» (Миколаїв)                                  |
| 1969         | «Спартак» (Миколаїв)                               | «Хвиля» (Миколаїв)                                    | «Торпедо» (Миколаїв)                                         |
| 1970         | «Хвиля» (Миколаїв)                                 | «Суднобудівник» (Миколаїв)                            | «Океан» (Миколаїв)                                           |
| 1971         | «Спартак» (Первомайськ)                            | «Хвиля» (Миколаїв)                                    | «Янтар» (Нова Одеса)                                         |
| 1972         | «Хвиля» (Миколаїв)                                 |                                                       |                                                              |
| 1973         | «Суднобудівник» (Миколаїв)                         | «Торпедо» (Миколаїв)                                  | «Комунарівець» (Миколаїв)                                    |
| 1974         | «Хвиля» (Миколаїв)                                 | «Океан» (Миколаїв)                                    | «Торпедо» (Миколаїв) «Комунарівець» (Миколаїв)               |
| 1975         | «Хвиля» (Миколаїв)                                 | «Водник» (Миколаїв)                                   | «Океан» (Миколаїв)                                           |
| 1976         | «Океан» (Миколаїв)                                 | «Водник» (Миколаїв)                                   | «Хвиля» (Миколаїв)                                           |
| 1977         | «Фрегат» (Первомайськ)                             | «Хвиля» (Миколаїв)                                    | «Водник» (Миколаїв)                                          |
| 1978         | «Хвиля» (Миколаїв)                                 | «Фрегат» (Первомайськ)                                | «Водник» (Миколаїв)                                          |
| 1979         | «Хвиля» (Миколаїв)                                 | «Торпедо» (Миколаїв)                                  | «Комінтерн» (Баштанка)                                       |
| 1980         | «Океан» (Миколаїв)                                 | «Комунарівець» (Миколаїв)                             | «Хвиля» (Миколаїв)                                           |
| 1981         | «Хвиля» (Миколаїв)                                 |                                                       |                                                              |
| 1982         | «Торпедо» (Миколаїв)                               | «Хвиля» (Миколаїв)                                    |                                                              |
| 1983         | «Хвиля» (Миколаїв)                                 | «Фрегат» (Первомайськ)                                | «Водник» (Миколаїв)                                          |
| 1984         | «Суднобудівник» (Миколаїв)                         | «Фрегат» (Первомайськ)                                | «Хвиля» (Миколаїв)                                           |
| 1985         | «Водник» (Миколаїв)                                | «Хвиля» (Миколаїв)                                    | «Зірка» (Миколаїв)                                           |
| 1986         | «Хвиля» (Миколаїв)                                 | «Водник» (Миколаїв)                                   | «Фрегат» (Первомайськ)                                       |
| 1987         | «Водник» (Миколаїв)                                | «Іскра» (Первомайськ)                                 | «Хвиля» (Миколаїв)                                           |
| 1988         | «Водник» (Миколаїв)                                | Маяк (Очаків)                                         | «Іскра» (Первомайськ)                                        |
| 1989         | Маяк (Очаків)                                      | «Фрегат» (Первомайськ)                                | «Водник» (Миколаїв)                                          |
| 1990         | «Водник» (Миколаїв)                                | «Фрегат» (Первомайськ)                                |                                                              |
| 1991         | «Олімпія ФК АЕС» (Южноукраїнськ)                   | «Комунарівець» (Миколаїв)                             | «Колос» (Новокрасне)                                         |
| 1992/93      | «Олімпія ФК АЕС» (Южноукраїнськ)                   | «Комунаровець» (Миколаїв)                             | «Кооператор» (Новий Буг)                                     |
| 1993/94      | «Нива» (Нечаяне)                                   | «Меркурій» (Первомайськ)                              | «Гідролізник» (Ольшанське)                                   |
| 1994/95      | «Меркурій» (Первомайськ)                           | «Нива» (Нечаяне)                                      | «Олімпія ФК АЕС» (Южноукраїнськ)                             |
| 1995/96      | «Колос» (Степове)                                  | СК «Первомайськ» (Первомайськ)                        | СК «Миколаїв-2» (Миколаїв)                                   |
| 1996/97      | «Колос» (Степове)                                  | СК «Первомайськ» (Первомайськ)                        | «Нива» (Нечаяне)                                             |
| 1997/98      | «Гідролізник» (Ольшанське)                         | «Колос» (Степове)                                     | «Нива» (Нечаяне)                                             |
| 1998/99      | «Колос» (Степове)                                  | СК «Миколаїв-2» (Миколаїв)                            | «Сільгоспхімія» (Новий Буг)                                  |
| 1999 (осінь) | «Колос» (Степове)                                  | СК «Миколаїв-2» (Миколаїв)                            | СК «Вознесенськ» (Вознесенськ)                               |
| 2000         | «Колос» (Степове)                                  | ФК «Миколаїв-2» (Миколаїв)                            | СК «Первомайськ» (Первомайськ)                               |
| 2001         | «Водник» (Миколаїв)                                | «Колос» (Степове)                                     | «Металург» (Миколаїв)                                        |
| 2002         | «Водник» (Миколаїв)                                | ФК «Миколаїв-2» (Миколаїв)                            | «Колос» (Степове)                                            |
| 2003         | «Колос» (Степове)                                  | «Славія» (Баштанка)                                   | «Дизельмаш» (Первомайськ)                                    |
| 2004         | «Славія» (Баштанка)                                | «Колос» (Степове)                                     | «Дизельмаш» (Первомайськ)                                    |
| 2005         | «Торпедо» (Миколаїв)                               | «Славія» (Баштанка)                                   | «Колос» (Степове)                                            |
| 2006         | «Торпедо» (Миколаїв)                               | ФК «Воронівка» (Воронівка)                            | «Колос» (Степове)                                            |
| 2007         | ФК «Воронівка» (Воронівка)                         | «Торпедо» (Миколаїв)                                  | «Колос» (Степове)                                            |
| 2008         | «Торпедо» (Миколаїв)                               | ФК «Воронівка» (Воронівка)                            | ФК «Новопетрівка» (Новопетрівка)                             |
| 2009         | ФК «Казанка» (Казанка)                             | ФК «Воронівка» (Воронівка)                            | «Торпедо» (Миколаїв)                                         |
| 2010         | «Торпедо» (Миколаїв)                               | ФК «Воронівка» (Воронівка)                            | «Тепловик» (Южноукраїнськ)                                   |
| 2011         | «Торпедо» (Миколаїв)                               | ФК «Воронівка» (Воронівка)                            | «Лан-Каскад» (Щербані)                                       |
| 2012         | «Енергія» (Миколаїв)                               | «Торпедо» (Миколаїв)                                  | ФК «Воронівка» (Воронівка)                                   |
| 2013         | «Торпедо» (Миколаїв)                               | МФК «Первомайськ» (Первомайськ)                       | «Варварівка» (Миколаїв)                                      |
| 2014         | ФК «Степове» (Степове)                             | «Варварівка» (Миколаїв)                               | «Торпедо» (Миколаїв)                                         |
| 2015         | ФК «Врадіївка» (Врадіївка)                         | СК «Первомайськ» (Первомайськ)                        | «Ліцей» (Казанка), «Автолокомотив» (Южноукраїнськ)           |
| 2016         | ФК «Врадіївка» (Врадіївка)                         | СК «Первомайськ» (Первомайськ)                        | «Автолокомотив» (Южноукраїнськ)                              |
| 2017         | МФК «Первомайськ» (Первомайськ)                    | «Інгулець» (Снігурівка)                               | «Автолокомотив» (Южноукраїнськ), ФК «Кам'яне» (Кам'яне)      |
| 2018         | МФК «Первомайськ» (Первомайськ)                    | «Люкс-Агро» (Нова Одеса)                              | «Укр-Нива-Бразил» (Березанка), «Агролідер» (Широківська ОТГ) |
| 2019         | «Варварівка» (Миколаїв)                            | ФК «Воронівка» (Воронівка)                            | МФК «Первомайськ» (Первомайськ)                              |
| 2020/21      | «Хлібороб» (Нижні Торгаї)                          | «Варварівка» (Миколаїв)                               | «Семенівка» (Семенівка)                                      |
| 2021/22      | «Казанка» (Казанка)                                | «Южноукраїнськ» (Южноукраїнськ)                       | «Семенівка» (Семенівка)                                      |
| 2022/23      |                                                    |                                                       |                                                              |
| 2023/24      |                                                    |                                                       |                                                              |
| 2024/25      |                                                    |                                                       |                                                              |

## Найкращі бомбардири чемпіонатів[6]
| Рік  | Найкращий бомбардир            | Другий бомбардир                | Третій бомбардир                            |
| ---- | ------------------------------ | ------------------------------- | ------------------------------------------- |
| 2003 | Вадим Тарасов — 24 голи        | Микола Россошинський — 16 голів | Денис Кочнєв — 15 голів                     |
| 2004 | Руслан Забранський — 23 голи   | Дмитро Булах — 22 голи          | Дмитро Зайко — 13 голів                     |
| 2005 | Володимир Скрипка — 17 голів   | Овік Галстян — 14 голів         | Дмитро Боровський, Роман Тормозов — 8 голів |
| 2006 | Овік Галстян — 16 голів        | Денис Вакар — 12 голів          | Володимир Щербина — 10 голів                |
| 2007 | Денис Вакар — 11 голів         | Дмитро Булах — 10 голів         | Андрій Роєнко — 9 голів                     |
| 2008 | Олександр Бабейко — 18 голів   | Ігор Бринза — 13 голів          | Дмитро Сацюк, Віталій Шпартко — 11 голів    |
| 2009 | Дмитро Булах — 15 голів        | Тарас Чемерис — 11 голів        | Пашковський — 10 голів                      |
| 2010 | Сергій Гранковський — 13 голів | Володимир Щербина — 11 голів    | Єгор Процишен — 10 голів                    |

## Перехідні матчі
В 60-х роках 20-го століття переможець обласного чемпіонату отримував право поборотися за місце в класі «Б» безпосередньо в очних матчах з командою, що представляла область в чемпіонаті СССР. Нижче в таблиці приведені результати цих матчів. Першими вказані команди, на полях яких пройшов перший матч.
| Рік  | 1 команда                     | 2 команда                     | Рахунок  |
| ---- | ----------------------------- | ----------------------------- | -------- |
| 1961 | «Торпедо» (м. Миколаїв)       | «Суднобудівник» (м. Миколаїв) | 1:1, 0:2 |
| 1962 | «Вимпел» (м. Миколаїв)        | «Суднобудівник» (м. Миколаїв) | 1:6, 0:2 |
| 1963 | «Торпедо» (м. Миколаїв)       | «Суднобудівник» (м. Миколаїв) | 0:0, 1:3 |
| 1964 | «Вимпел» (м. Миколаїв)        | «Суднобудівник» (м. Миколаїв) | 1:1, 1:2 |
| 1965 | «Суднобудівник» (м. Миколаїв) | «Торпедо» (м. Миколаїв)       | 4:0, 2:1 |